# Riaz Hassan (Cricketspieler)
Riaz Hassan (* 7. November 2002 in Nangarhar, Afghanistan) ist ein afghanischer Cricketspieler, der seit 2022 für die afghanische Nationalmannschaft spielt.

## Aktive Karriere
Hassan gab sein Debüt bei der ODI-Serie gegen die Niederlande im Januar 2022, bei dem ihm ein Fifty über 50 Runs gelang. Er wurde für den Asia Cup 2023 nominiert, absolvierte dort jedoch kein Spiel. Er wurde dann für den Cricket World Cup 2023 nominiert.